# 上村泰子
上村 泰子（かみむら やすこ、1944年10月11日- ）は日本の料理研究家、フードコンサルタント。鹿児島県出身。フード・アイ社長。

## 経歴・人物
- 女子栄養短期大学卒業後、病院栄養士、フランス等国内外での料理研修を経て、調理師学校講師、料理学校講師となる。栄養士、ワインアドバイザー民間資格取得。
- 35歳の時にカミムラクッキングハウスを設立。雑誌（主婦の友等）に料理記事を執筆、また広告を中心に活動し、1991年（平成3年）に（株）フード・アイ設立。2007年から企業の食品開発のアドバイザーを務めるほか、雑誌・テレビに出演。
- NTV「キユーピー3分クッキング」で 1992年4月- 1994年5月の2年1ヶ月間、レギュラー講師を務めた。

## TV出演
- 「キユーピー3分クッキング」（NTV)1992年4月 - 1992年5月・レギュラー講師[2]
- 「きょうの料理」（NHK）
- 「午後は○○おもいッきりテレビ」（NTV）
- 「はなまるマーケット」（TBS）
- 「レディス4」（TX）

ほか

## 書籍
- 「味噌のレシピ60:いつもの料理がこんなに変わる!」（日東書院本社、2007年）
- 「浅漬けのレシピ72:サラダ感覚で食べられる」（日東書院本社、2007年）
- 「梅のレシピ93:すっぱいが元気の素」（日東書院本社、2007年）
- 「豆腐のレシピ88:ヘルシーに四季を彩る」（日東書院本社、2006年）
- 「納豆のレシピ93:ねばねばパワーでカラダ美人」（日東書院本社、2006年）
- 「果実酒&フレッシュジュース- かんたん!おいしい!体にいい!」新星出版社、2003年）
- 「きれいになるトマトレシピ」（家の光協会、2003年）
- 「おいしいきのこ料理—からだのなかからきれいになるヘルシーレシピ」（新星出版社、2002年）
- 「糖尿病 おいしい献立3週間」共著：武井 泉（新星出版社、2001年）
- 「フレッシュジュース- からだスッキリ!おいしい手作り」（新星出版社、2001年）
- 「体にいい!100円おかず 365レシピ- やりくり料理はヤスコ先生におまかせ」（バウハウスムック ENJOY COOKINGシリーズ 8）（メディア・クライス、2000年）
- 「しゃれた酒の肴.」（NEW LIFE SERIES 2）（永岡書店、2000年）
- 「おいしいソース・人気のたれ・ドレッシング:和風 洋風 エスニック」（成美堂出版、1999年）
- 「目で見る食品カロリー辞典 1999最新版 市販食品&外食編」（Gakken hit mook）（学習研究社、1998年）
- 「目で見る食品カロリー辞典 1999最新版 おかず・素材編」（Gakken hit mook）（学習研究社、1998年）
- 「おつまみおかず:ささっとできる」（主婦の友 ミニブックス）（主婦の友社、1997年）
- 「キッチン食事学:食べて元気:気になる症状・効くレシピ」（高橋書店、1997年）
- 「電子レンジでおいしいおかず:手軽でおいしい早ワザメニュー」（成美堂出版、1997年）
- 「簡単おいしい お菓子レシピ」（Bell conscience）（南雲堂、1996年）
- 「キッチン栄養学- 食べる健康法」（高橋書店、1995年）
- 「毎日の簡単おかず:カロリー控えめ」（マイ・ベストクッキング）（講談社、1994年）
- 「ソース・たれ・ドレッシング:メニューが3倍に広がる」（成美堂出版、1994年）
- 「初めての電子レンジ料理:レンジ+トースターで早わざ料理「ラクラクお弁当とアイデアおかず」」（イラスト版）（成美堂出版、1994年）
- 「この病気にこの粥膳:お米は元気回復の日本食」（法研、1993年）
- 「手早くできるシンプルクッキング」（新星出版社、1992年）
- 「あさ・ひる・ばんの電子レンジクッキング」（新星出版社、1992年）
- 「手作りおすし:世界で愛される日本食の粋」（マイライフシリーズ）（グラフ社、1992年）
- 「健康飲料の本:疲労回復、ストレス解消、美容、スポーツに」（マイライフシリーズ）（グラフ社、1991年）
- 「すてきな家庭料理:気軽に料理をはじめよう」（新星出版社、1991年）
- 「手早く一人分の料理:おいしくムダなく栄養バランスのとれた食事 だれでもできる簡単クッキング」（大泉書店、1991年）
- 「受験生のスーパー食事学:母と子で乗りきる 試験日までのバランス献立&必勝メニュー」（大泉書店、1990年）
- 「頭のよい子に育てる離乳食:ママの愛情メニュー 準備期から完了期までの献立と作り方」（Baby care）（大泉書店、1989年）
- 「ハッスル母さん 早わざ料理」（さわやかライフ）（家の光出版、1988年）
- 「味付け早わかり事典」（イラストクッキング）（晶文社出版、1986年）
- 「ソテー・ステーキ・焼きとり・とんカツ:食卓の主役を手軽においしく!」（マイライフシリーズ）（グラフ社、1986年）
- 「ほのぼのにもの」（かんたんクッキング）（永岡書店、1985年）
- 「ハンバーグ」（マイライフシリーズ）（グラフ社、1984年）
- 「初めての離乳食」（マイライフシリーズ）（グラフ社、1983年）
- 「絵ときクッキング:見るだけですぐわかる!カラー版」共著：内藤惇子（日東書院、1981年）
- 「たのしい西洋料理:カラー版」（金園社、1975年）